# Organización Multidisciplinaria de Apoyo a Profesores y Alumnos
La Organización Multidisciplinaria de Apoyo a Profesores y Alumnos (más conocida por sus siglas OMAPA), también conocida como Olimpiadas Matemáticas Paraguayas, es una organización matemática sin fines de lucro fundada hace más de 20 años, con sede en Asunción (Paraguay).

## Olimpiada Nacional de Paraguay
Las Olimpiadas Nacionales de Matemática son torneos entre estudiantes, separados por categorías, que compiten en la resolución de problemas.

### Niveles
OMAPA divide a los alumnos de acuerdo al grado actual (Olimpiada Infantil) o de acuerdo a un Nivel (Olimpiada Juvenil). Los exámenes de la Olimpiada Infantil se ofrecen desde el segundo al sexto grado. Los niveles de la Olimpiada Juvenil son el nivel 1, que abarca el sexto y séptimo grado; el nivel 2, que abarca el octavo y noveno grado; y el nivel 3 abarcan los grados de educación media (primer, segundo y tercer año de la media).

### Exámenes

#### Olimpiada Infantil
Los participantes de la olimpiada infantil compiten en 3 fases:
1. Ronda Colegial: Realizada en los colegios de los participantes.
2. Ronda Zonal (o también llamada Ronda Regional): Realizada en un colegio por cada región.
3. Ronda Final (conocida popularmente como Fiesta de Medallas): Realizada en un colegio de Asunción o en sus alrededores.

#### Olimpiada Juvenil
Los participantes de la olimpiada juvenil compiten en 5 fases:
1. 1.ª Ronda Colegial: Realizada en los colegios de los participantes.
2. 2.ª Ronda Colegial: Realizada en los colegios de los participantes, que, a diferencia de la primera, tiene un total de 16 puntos en lugar de 8.
3. Ronda Zonal (o también llamada Ronda Regional): Realizada en un colegio por cada región.
4. Ronda Departamental: Introducida en el 2011, realizada en una sede departamental (compitiendo alumnos de Asunción y el Departamento Central juntos)
5. Ronda Final (o también llamada Ronda Nacional): Realizada en un colegio del país, formando parte de un campamento anual de 3 días.

## Olimpiada Kanguro
La Olimpiada Kanguro de Matemáticas es un Juego-concurso matemático creado en Francia, que promueve internacionalmente la cultura matemática. Cuenta con el apoyo de la Unión Europea y convoca a más de 46 países y 4.500.000 participantes. Paraguay es el tercer país americano que se une a la organización.

### Niveles
Los exámenes de la Olimpiada Kanguro se dan a los alumnos desde el tercer grado al tercer año de educación media. OMAPA divide a los participantes por niveles de 2 cursos:
- Escolar: Participan alumnos del tercer y cuarto grado.
- Benjamín: Participan alumnos del quinto y sexto grado.
- Cadete: Participan alumnos del séptimo y octavo grado.
- Junior: Participan alumnos del noveno grado y primer año de educación media.
- Estudiante: Participan alumnos del segundo y tercer año de educación media.

### Exámenes
La Olimpiada Kanguro en Paraguay se divide en dos fases:
1. Ronda Colegial: Realizada en los colegios de los participantes, consiste en un examen de 24 preguntas (en los niveles Escolar y Benjamín) o de 30 preguntas (para los demás niveles) que dura 120 minutos.
2. Examen de Validación: Realizada en una sede de Asunción, consiste en un examen realizado para determinar el puntaje final, donde participan los 10 mejores alumnos por cada nivel. El puntaje final se determina así: el 30% del primer examen y el 70% del examen de validación.

## Olimpiada de Matemáticas "Akâ Porâ"
La Olimpiada de Matemáticas Akâ Porâ es un torneo entre estudiantes de la Educación de Jóvenes y Adultos que compiten en la resolución de problemas. Está dirigida a los estudiantes del Programa de Educación Básica Bilingüe de Jóvenes y Adultos, específicamente a los estudiantes regularizando sus estudios. Es la primera olimpiada matemática en toda Iberoamérica dirigida a los adultos que están regularizando sus estudios básicos.